# Wake Me Up Before You Go-Go
Wake Me Up Before You Go-Go is een nummer van het Britse popduo Wham!. Het is de eerste single van hun tweede studioalbum Make It Big uit 1984. Op 14 mei van dat jaar werd het nummer wereldwijd op vinylsingle en in diverse landen tevens op cassette-single uitgebracht. In 1999 werd het nummer ook op cd-single uitgebracht.

## Achtergrond
De inspiratie voor "Wake Me Up Before You Go-Go" kwam van een briefje dat Wham!-lid Andrew Ridgeley vroeger voor zijn ouders op zijn kamerdeur achterliet: "Wake me up up before you go!". De plaat werd wereldwijd een grote hit en behaalde in diverse landen de nummer 1-positie, waaronder in thuisland het Verenigd Koninkrijk, Ierland, IJsland, Noorwegen, Zweden, Australië, de Verenigde Staten, Canada en Paraguay.
In Nederland werd de plaat in het voorjaar van 1984 veel gedraaid op Hilversum 3 en werd een gigantische hit in de destijds drie landelijke hitlijsten op de nationale publieke popzender. De plaat bereikte de nummer 1-positie in zowel de Nederlandse Top 40, Nationale Hitparade als de TROS Top 50. Ook in de Europese hitlijst op Hilversum 3, de TROS Europarade, werd de nummer 1-positie bereikt.
In België bereikte de plaat eveneens de nummer 1-positie in zowel de voorloper van de Vlaamse Ultratop 50 als de Vlaamse Radio 2 Top 30. In Wallonië werd géén notering behaald.
Sinds de editie van december 2000 staat de plaat onafgebroken genoteerd in de jaarlijkse NPO Radio 2 Top 2000 van de Nederlandse publieke radiozender NPO Radio 2, met als hoogste notering tot nu toe een 946e positie in 2020.

## Hitnoteringen

### Nederlandse Top 40
| Hitnotering: 23-06-1984 t/m 15-09-1984 | Hitnotering: 23-06-1984 t/m 15-09-1984 | Hitnotering: 23-06-1984 t/m 15-09-1984 | Hitnotering: 23-06-1984 t/m 15-09-1984 | Hitnotering: 23-06-1984 t/m 15-09-1984 | Hitnotering: 23-06-1984 t/m 15-09-1984 | Hitnotering: 23-06-1984 t/m 15-09-1984 | Hitnotering: 23-06-1984 t/m 15-09-1984 | Hitnotering: 23-06-1984 t/m 15-09-1984 | Hitnotering: 23-06-1984 t/m 15-09-1984 | Hitnotering: 23-06-1984 t/m 15-09-1984 | Hitnotering: 23-06-1984 t/m 15-09-1984 | Hitnotering: 23-06-1984 t/m 15-09-1984 | Hitnotering: 23-06-1984 t/m 15-09-1984 | Hitnotering: 23-06-1984 t/m 15-09-1984 |
| Week                                   | 1                                      | 2                                      | 3                                      | 4                                      | 5                                      | 6                                      | 7                                      | 8                                      | 9                                      | 10                                     | 11                                     | 12                                     | 13                                     |                                        |
| -------------------------------------- | -------------------------------------- | -------------------------------------- | -------------------------------------- | -------------------------------------- | -------------------------------------- | -------------------------------------- | -------------------------------------- | -------------------------------------- | -------------------------------------- | -------------------------------------- | -------------------------------------- | -------------------------------------- | -------------------------------------- | -------------------------------------- |
| Nummer                                 | 33                                     | 15                                     | 9                                      | 3                                      | 1                                      | 1                                      | 2                                      | 2                                      | 4                                      | 5                                      | 14                                     | 21                                     | 38                                     | uit                                    |

### Nationale Hitparade
| Hitnotering: 09-06-1984 t/m 22-09-1984 | Hitnotering: 09-06-1984 t/m 22-09-1984 | Hitnotering: 09-06-1984 t/m 22-09-1984 | Hitnotering: 09-06-1984 t/m 22-09-1984 | Hitnotering: 09-06-1984 t/m 22-09-1984 | Hitnotering: 09-06-1984 t/m 22-09-1984 | Hitnotering: 09-06-1984 t/m 22-09-1984 | Hitnotering: 09-06-1984 t/m 22-09-1984 | Hitnotering: 09-06-1984 t/m 22-09-1984 | Hitnotering: 09-06-1984 t/m 22-09-1984 | Hitnotering: 09-06-1984 t/m 22-09-1984 | Hitnotering: 09-06-1984 t/m 22-09-1984 | Hitnotering: 09-06-1984 t/m 22-09-1984 | Hitnotering: 09-06-1984 t/m 22-09-1984 | Hitnotering: 09-06-1984 t/m 22-09-1984 | Hitnotering: 09-06-1984 t/m 22-09-1984 | Hitnotering: 09-06-1984 t/m 22-09-1984 | Hitnotering: 09-06-1984 t/m 22-09-1984 |
| Week                                   | 1                                      | 2                                      | 3                                      | 4                                      | 5                                      | 6                                      | 7                                      | 8                                      | 9                                      | 10                                     | 11                                     | 12                                     | 13                                     | 14                                     | 15                                     | 16                                     |                                        |
| -------------------------------------- | -------------------------------------- | -------------------------------------- | -------------------------------------- | -------------------------------------- | -------------------------------------- | -------------------------------------- | -------------------------------------- | -------------------------------------- | -------------------------------------- | -------------------------------------- | -------------------------------------- | -------------------------------------- | -------------------------------------- | -------------------------------------- | -------------------------------------- | -------------------------------------- | -------------------------------------- |
| Nummer                                 | 44                                     | 43                                     | 28                                     | 10                                     | 5                                      | 3                                      | 2                                      | 2                                      | 1                                      | 2                                      | 4                                      | 7                                      | 9                                      | 26                                     | 38                                     | 46                                     | uit                                    |

### TROS Top 50
Hitnotering: 07-06-1984 t/m 20-09-1984. Hoogste notering: #1 (2 weken).

### TROS Europarade
Hitnotering: 03-06-1984 t/m 08-10-1984. Hoogste notering: #1 (1 week).

### NPO Radio 2 Top 2000
| Nummer met noteringen in de NPO Radio 2 Top 2000 | '00  | '01 | '02  | '03  | '04  | '05  | '06  | '07  | '08  | '09  | '10  | '11  | '12  | '13  | '14  | '15  | '16  | '17  | '18  | '19  | '20 | '21  | '22  | '23 | '24  |
| ------------------------------------------------ | ---- | --- | ---- | ---- | ---- | ---- | ---- | ---- | ---- | ---- | ---- | ---- | ---- | ---- | ---- | ---- | ---- | ---- | ---- | ---- | --- | ---- | ---- | --- | ---- |
| Wake Me Up Before You Go-Go                      | 1018 | 982 | 1065 | 1240 | 1150 | 1399 | 1249 | 1519 | 1299 | 1489 | 1638 | 1919 | 1650 | 1488 | 1493 | 1471 | 1400 | 1087 | 1235 | 1155 | 946 | 1118 | 1203 | 994 | 1169 |

1. ↑  Een vetgedrukt getal geeft de hoogste notering aan.
2. ↑  2000 was het eerste jaar met een notering voor dit nummer.